# Ixodiphagus hirtus
Ixodiphagus hirtus är en stekelart som beskrevs av Nikol'skaya 1950. Ixodiphagus hirtus ingår i släktet Ixodiphagus och familjen sköldlussteklar. Inga underarter finns listade i Catalogue of Life.